# Бург, Авраам
Авраа́м Бург (ивр. אברהם בורג‎; род. 19 января 1955, Иерусалим, Израиль) — израильский политик и писатель. Бывший член и спикер Кнессета, председатель Еврейского агентства.

## Биография
Авраам Бург родился в иерусалимском районе Рехавия. Его отец, раввин Йосеф Бург, родом из Дрездена, эмигрировал в Палестину в 1939 году и стал активно заниматься политикой с первого созыва кнессета. Мать Авраама, Ривка, родилась в Хевроне, где пережила арабский погром 1929 года.
Авраам Бург окончил службу в армии в звании лейтенанта парашютно-десантных войск, после чего поступил в Еврейский университет в Иерусалиме, где изучал социологию.
Сегодня Бург живёт со своей женой Яэль и шестью детьми в селении Натаф, недалеко от Иерусалима.

### Политическая деятельность
Уже в начале 1980-х годов Авраам Бург участвовал в политической жизни страны. Примкнув к левому крылу, он состоял в организации Мир Сейчас и получил ранение при взрыве на демонстрации в Иерусалиме против Ливанской Войны в феврале 1983 года. Тогда правый террорист бросил гранату в участников антивоенной демонстрации.
В 1985 году Бург стал советником премьер-министра Шимона Переса по делам диаспоры, в 1988 году был избран в Кнессет от партии Маарах. В общем счёте Бург был членом кнессета 12, 13, 15 и 16 созыва. В 1995 году Бург был избран председателем Всемирной сионистской организации и Еврейского агентства. Его основной работой в этих обществах было восстановление еврейской собственности, утерянной во время Третьего рейха, а также вопросы репатриации граждан СНГ. С 1999 по 2003 год Авраам Бург занимал пост председателя кнессета.
В октябре 2003 года Бург вызвал волну критики, опубликовав в британской газете The Guardian статью под названием «Конец сионизма» (англ. The end of Zionism), в которой требовал немедленного выхода из палестинских территорий.
В 2004 году Бург покинул политическую арену. В 2007 году в интервью газете Га-Арец он предложил отказаться от закона о возвращении, объяснив это тем, что «определять Израиль как еврейское государство — это ключ к его концу. Еврейское государство взрывоопасно. Это динамит.» После волны критики, Бург объяснил, что в его понимании, Израиль должен определяться не как «еврейское государство», а как «государство евреев».
В апреле 2008 года Авраам Бург поддержал организацию J Street, недавно созданную в США.
В январе 2015 года в преддверии выборов в кнессет 20-го созыва Бург присоединился к израильской левой политической партии ХАДАШ.
В августе 2023 года Бург был одним из более чем 1500 американских, израильских, еврейских и палестинских учёных и общественных деятелей, подписавших открытое письмо, в котором говорилось, что в Израиле действует «режим апартеида», и призывали еврейские группы США выступить против оккупации палестинских территорий.

## Труды
- 2006 — «Бог вернулся»
- 2007 — «Победить Гитлера»
- Авраам  Бург. Холокост окончен. Мы должны восстать из его пепла = The Holocaust Is Over; We Must Rise From its Ashes. — Palgrave Macmillan, 2008. — 272 с. — ISBN 978-0-230-60752-1.